# دجی علیو
دجی علیو (انگلیسی: Deji Aliu؛ زادهٔ ۲۲ نوامبر ۱۹۷۵) دونده، و ورزشکار دو و میدانی اهل نیجریه است.